# نورهای فینیکس

یک نقاشی از شیء دیده‌شده که توسط تیم لی، یکی از مشاهده‌گران رسم‌شده و در یواس‌ای تودی منتشر شده‌بود.

نورهای فینیکس (انگلیسی: Phoenix Lights) که بعضاً با نام «نورها برفراز فینیکس» (انگلیسی: Lights Over Phoenix) نیز به آن‌ها اشاره می‌شود، مجموعه‌ای از اشیاء ناشناس پرنده یا یوفو بودند که به‌طور گسترده‌ای در ۱۳ مارس سال ۱۹۹۷ در آسمان ایالت‌های آریزونا و نوادا در ایالات متحده و نیز سونورا، یکی از ایالت‌های کشور مکزیک دیده شدند.
این نورها که توصیف‌های مختلفی از آن‌ها ارائه شد، بین ساعت ۷:۳۰ تا ۱۰:۳۰ شب (ام‌اس‌تی) در فضایی به‌وسعت ۳۰۰ مایل (۴۸۳ کیلومتر) از مرزهای نوادا و سپس بر فراز فینیکس تا توسان توسط هزاران نفر مشاهده شدند. دو رویداد مجزا در این واقعه نقش داشتند: دیده‌شدن یک آرایش مثلثی‌شکل از نورها که در حال عبور از فراز ایالت دیده شدند و مشاهدهٔ یک مجموعه از نورهای ثابت در منطقهٔ فینیکس. نیروی هوایی ایالات متحده مدعی شد که گروه دوم نورها را به‌عنوان شعله‌های رها شده توسط هواپیمای وارت‌هاگ ای-۱۰ که در حال انجام تمرین‌های آزمایشی در منطقه بری گولدواتر در جنوب آریزونا بوده، شناسایی کرده‌است. شاهدان ادعا کرده‌اند که یک شیء پرندهٔ ناشناخته عظیم به‌شکل گونیای نجاری را مشاهده کرده‌اند که دارای پنج چراغ کروی‌شکل یا احتمالاً موتورهایی بوده که از خود نور تولید می‌کردند. فایف سایمینگتون، که در آن زمان فرماندار آریزونا بود، یکی از شاهدان این واقعه بود؛ او بعداً شیء مشاهده‌شده را «متعلق به جهانی دیگر» خواند.
گزارش شده‌است که این نورها در سال‌های ۲۰۰۷ و ۲۰۰۸ دوباره ظاهر شده‌اند، اما بلافاصله باز هم این رویدادها طبق ادعاها به‌ترتیب به شعله‌های رهاشده از یک هواپیمای جنگنده در پایگاه هوایی لوک و شعله‌های متصل‌شده به یک بادکنک هلیومی که توسط یک شهروند عادی به پرواز درآمده‌بود، نسبت داده شدند.

## خط زمانی

### گزارش‌های اولیه
حدود ساعت ۶:۵۵ بعد از ظهر (پی‌اس‌تی)، مشاهدهٔ یک شیء به‌شکل V بر فراز هندرسون، نوادا توسط مردی گزارش شد. او گفت که این شیء تقریباً «اندازهٔ یک بوئینگ ۷۴۷» بوده، صدایی شبیه «باد تند» داشته و و در لبهٔ جلویی آن شش چراغ قرار داشته‌است. طبق گزارش‌ها، این نورها از شمال غربی تا جنوب شرقی منطقه را پیمودند.
ادعا شده‌است که فرد بعدی که مشاهدهٔ این پدیده را گزارش کرده‌است یک افسر سابق پلیس ناشناس از پولدن، آریزونا بوده‌است که پس از خروج از خانه در حدود ساعت ۲۰:۱۵ (ام‌اس‌تی) و در حالی که مشغول رانندگی به سمت شمال بوده، این نورها را دیده‌است. او مدعی بوده‌است که خوشه‌ای از نورهای قرمز یا نارنجی‌رنگ را در آسمان مشاهده کرده که متشکل از چهار چراغ در کنار هم و یک چراغ دیگر به‌دنبال آن‌ها بوده‌اند. این شاهد هریک از چراغ‌های موجود در این ترکیب را متشکل از دو منبع نوری جداگانه از نور نارنجی‌رنگ توصیف کرده‌است. او سپس به خانه برگشته و این نورها را تا پیش از آنکه در افق جنوبی ناپدید شوند، با دوربین شکاری مشاهده کرده‌است.

### پرسکات و پرسکات ولی
گزارش‌هایی از مشاهدهٔ این نورها در مناطق پرسکات و پرسکات ولی نیز دریافت شد. در حدود ساعت ۲۰:۱۷ (ام‌اس‌تی)، گزارش‌هایی دریافت شد که این شیء را به‌عنوان یک شیٔ کاملاً جامد توصیف می‌کردند؛ چرا که در زمان عبور از آسمان، بخش بزرگی از آسمان پرستاره را می‌پوشاند.
دو فرد به نام‌های دیوون لورنز و جیمی لورنز در پرسکات ولی متوجه وجود خوشه‌ای از چراغ‌ها در غرب و جنوب غربی موقعیت خود شده‌بودند. به‌گفتهٔ این دو شخص، این نورها یک الگوی مثلثی‌شکل را تشکیل می‌دادند، اما به‌جز چراغی که در رأس مثلث قرار داشت و رنگ آن سفید بود، تمامی آن‌ها دارای رنگ قرمز بودند. این شیء یا اشیاء که حدود ۲ تا ۳ دقیقه با کمک دوربین‌های شکاری مشاهده شدند و سپس مستقیماً از بالای سر مشاهده‌کنندگان عبور کردند و در آسمان جنوب شرقی پرسکات ولی ناپدید شدند. ارتفاع دقیق این شیء از زمین قابل اندازه‌گیری نبود، اما ارتفاع آن به‌طور قابل توجهی کم بود و هیچ صدایی از خود تولید نمی‌کرد.
مرکز ملی گزارش‌دهی یوفو گزارشی را با این مضمون از منطقهٔ پرسکات دریافت کرد: «ما پنج چراغ زرد-سفیر به‌شکل V را مشاهده کردیم که به‌آرامی در طول آسمان از شمال غربی به‌سمت جنوب شرقی در حرکت بودند و سپس تقریباً به سمت جون تغییر مسیر دادند و تا خارج شدن از دیدرس به مسیر خود ادامه دادند. رأس شکل مثلث این شیء مطابق با جهت حرکت آن بود. سه چراغ جلویی در زاویه‌ای بسته قرار داشتند، در حالی که دو چراغ دیگر در عقب‌تر و در طول شاخه‌های شکل وی قرار گرفته بودند. در طول حرکت از شمال غرب به جنوب شرقی، یکی از چراغ‌های عقبی به حرکت درآمد و به سه چراغ جلویی پیوست و سپس دوباره به جای خود در عقب بازگشت. تخمین می‌زنم که سه چراغ جلویی در شکل V حدود ۰٫۵ درجه از آسمان را پوشانده‌بودند و کل گروه متشکل از پنج چراغ نیز حدود ۱ درجه از آسمان را پوشش داده‌بودند».

### رسیدن به فینیکس
وقتی گروه مثلثی‌شکل نورها وارد منطقهٔ فینیکس شدند، بیل گراینر که رانندهٔ کامیون حمل سیمان بود و در حال حمل محموله‌ای از بالای کوهستانی در شمال فینیکس بود، گروه دوم نورها را اینگونه توصیف کرد: «من هرگز آن آدم قبلی نخواهم شد. پیش از این، اگر کسی به من می‌گفت که یک یوفو را دیده‌است، من می‌گفتم «آره و من هم باور کردم.» حالا من دیدگاه کاملاً جدیدی دارم و ممکن است فقط یک رانندهٔ احمق کامیون باشم، اما چیزی را دیدم که به اینجا تعلق نداشت.» گراینر گفته‌است که این نورها برای بیش از دو ساعت بر فراز منطقه شناور بودند.

### پس از فینیکس
گزارشی از یک مرد جوان در منطقهٔ کینگمن دریافت شده‌است که خودروی خود را برای گزارش‌کردن واقعه در کنار یک باجهٔ تلفن متوقف کرده‌بود؛ «مرد جوان که به سمت لس آنجلس در حرکت بوده، از یک باجهٔ تلفن تماس گرفت تا مشاهدهٔ یک خوشهٔ بزرگ و عجیب از ستاره‌ها که به‌آرامی در آسمان شمالی در حرکت بودند را گزارش کند».

### پدیداری مجدد در ۲۰۰۸
در ۲۱ آوریل ۲۰۰۸، مشاهدهٔ این نورها دوباره توسط ساکنین فینیکس گزارش شد. ترکیب‌بندی این نورها در طول زمان از شکل مربع به مثلث در تغییر بود. یکی از ساکنین منطقه گزارش داده‌است که کمی پس از پدیداری این چراغ‌ها، سه هواپیمای جت را در حال حرکت به‌سمت غرب و در جهت حرکت آن نورها دیده‌است. یکی از مقامات رسمی پایگاه هوایی لوک هرگونه فعالیت نیروی هوایی ایالات متحده در منطقه را تکذیب کرده‌است. در ۲۲ آوریل ۲۰۰۸، یکی از ساکنین فینیکس به یکی از روزنامه‌ها گفته‌است که این نورها چیزی به‌جز بادکنک‌های هلیومی به‌همراه شعله‌های متصل‌شده به آن که توسط همسایهٔ او به آسمان فرستاده شده‌بود، نبوده‌اند. این موضوع از سوی یک هلیکوپتر پلیس نیز تأیید شده‌است. یک روز بعد، یکی از ساکنین فینیکس که خواستار عدم فاش‌سازی نامش در گزارش‌ها شده‌بود، اعلام کرد که وسایل آتش‌بازی را به بادکنک‌های هلیومی متصل کرده و آن‌ها را از حیاط خانه‌اش به آسمان رها کرده‌است.

## مستندات تصویری
تصاویر ثبت‌شده از نورهای فینیکس به دو دسته تقسیم می‌شوند: تصاویری از شیء مثلثی‌شکل که پیش از ساعت ۲۲:۰۰ (ام‌اس‌تی) در پرسکات و دووی مشاهده شد، و تصاویر مربوط به واقعهٔ فینیکس در ساعت ۲۲:۰۰ (ام‌اس‌تی). تقریباً همهٔ تصاویر شناخته‌شده مربوط به رویداد دوم هستند. تمامی تصاویر شناخته‌شده با استفاده از دوربین‌های ویدئویی و دوربین‌های عادی ثب شده‌اند. هیچ تصویر شناخته‌شده‌ای که به‌وسیلهٔ تجهیزات طراحی‌شده برای آنالیز علمی ثبت شده‌باشد، وجود ندارد و هیچ تصویر شناخته‌شده‌ای نیز با استفاده از تجهیزات مشاهده با توان بالا یا تجهیزات دید در شب گرفته نشده‌است.

### اولین رویداد
تعداد کمی از تصاویر شناخته‌شده از نورهای مشاهده‌شده در پرسکات و دووی وجود دارد. ایستگاه تلویزیون کی‌اس‌آزد  گزارش کرده‌است که فردی به نام ریچارد کرتیس ویدئویی را با جزئیات ضبط کرده‌است که ظاهراً طرح کلی یک سفینهٔ فضایی را نشان می‌دهد، اما این ویدئو گم شده‌است. تنها ویدیو شناخته‌شدهٔ دیگری که موجود است، از کیفیت پایینی برخودار است و گروهی از نورها را با طرح کلی قابل‌تشخیص شکل V نشان می‌دهد که با توصیف بسیاری از شاهدان واقعه در گزارش‌ها مطابقت دارد.

### دومین رویداد
در طول رویداد فینیکس، تعداد زیادی عکس ثابت و فیلم ویدئویی ضبط شد که به‌وضوح مجموعه‌ای از نورها را با فاصله‌ای منظم از یکدیگر نشان می‌دادند و برای چند لحظه روشن مانده و سپس ناپدید می‌شوند. این تصاویر بارها توسط شبکه‌های تلویزیونی مستند مانند شبکهٔ دیسکاوری و شبکهٔ هیستوری به عنوان بخشی از برنامهٔ مستندسازی آن‌ها دربارهٔ یوفوها پخش شده‌اند.
آنچه که به‌طور مداوم توسط افراد مشاهده شده‌است، قوسی از نورها بوده که یکی پس از دیگری ظاهر می‌شدند و سپس به نوبت خاموش می‌شدند. طرفداران وجود یوفوها مدعی هستند که این تصاویر نشانگر این هستند که این چراغ‌ها به‌نوعی «چراغ‌های روشنایی مسیر» یا نوع دیگری از سامانه روشنایی برای شیء پرونده بوده‌اند که در لبهٔ جلویی یک وسیلهٔ بزرگ – که تخمین زده می‌شود قطر آن معادل یک مایل (۱٫۶ کیلومتر) بوده باشد – که بر فراز شهر فینیکس در پرواز بوده، قرار گرفته‌اند. سایر تصاویر مشابه، که طبق گزارش‌ها در یک بازهٔ زمانی نیم‌ساعته ثبت شده‌اند، تعداد متغیری از چراغ‌ها را نشان می‌دهند که با آرایش مثلثی‌شکل یا مشابه حرف V در کنار هم قرار گرفته‌اند. شاهدان مستقیم واقعه به‌کرات گزارش داده‌اند که این نورها به‌شکل «قوطی‌های چراغ‌های مخصوص استخر» بوده‌اند. در عین حال، بخش زیرین شیء پرنده نیز مانند «نگاه‌کردن از داخل آب» دارای شکلی مواج بوده‌است. با این حال، تردیدهایی وجود دارد که طبق شواهد موجود ویدئوی واقعه، کوه‌هایی که در شب دیده نمی‌شوند، مانع دیده‌شدن بخشی از شیء از زوایایی خاص شده‌اند و در نتیجه این ادعا را تقویت می‌کنند که فاصلهٔ این نورها بیشتر از فاصلهٔ مورد ادعای طرفداران وجود یوفوها بوده‌است.
جیم دیلتوسو، یکی از مدافعان نظریهٔ وجود یوفوها، مدعی است که عکس‌ها و ویدئوها را مورد طیف‌سنجی قرار داده و اثبات کرده‌است که این نورها نمی‌توانند توسط منبعی که ساختهٔ انسان باشد، تولید شوند. دیلتوسو مدعی شده‌است که برای تعیین میزان نورهای قرمز، سبز و آبی در عکس‌ها و ویدئوهای مختلف و ساخت یک بافت‌نگار از داده‌ها، از نرم‌افزاری با نام «ایمیج پرو پلاس» استفاده کرده‌است و بعداً این داده‌ها را با تصاویری که مشخصاً مربوط به شعله‌های هواپیماهای نظامی بوده‌اند، مقایسه کرده‌است. با این حال، منابع متعددی اشاره کرده‌اند که تعیین امضای طیفی یک منبع نور تنها بر اساس عکس‌ها یا ویدئوها غیرممکن است؛ چرا که فیلم‌ها و تجهیزات الکترونیکی تصویربرداری به‌واسطهٔ تغییر فام در طیف مرئی، طبیعتاً امضای طیفی را تحت تأثیر قرار می‌دهند. متخصصان طیف‌سنجی نیز ادعاهای او را به‌عنوان ادعایی نامعتبر از نظر علمی رد کرده‌اند.تجهیزات عادی تصویربرداری نیز نورهای خارج از طیف مرئی – به‌عنوان مثال، فروسرخ و فرابنفش – را خنثی می‌کنند؛ این نورها برای یک آنالیز طیف‌سنجی کامل الزامی هستند. شرکت مدیا سایبرنتیک، سازندهٔ نرم‌افزار ایمیج پرو پلاس نیز اعلام کرده‌است که این نرم‌افزار توانایی انحام آنالیز طیف‌سنجی را ندارد.
کوگنیتک که یک آزمایش ویدئویی مستقل است، تصاویر ویدئویی ضبط‌شده از نورهای فینیکس را با تصاویری که در طول روز از نقطه‌ای یکسان ثبت کرده‌است، انطباق داده‌است. در این تصویر ترکیبی دیده می‌شود که نورها در لحظهٔ رسیدن به رشته‌کوه استرلا که در نور روز قابل مشاهده است، اما در تصاویر ویدئویی ضبط‌شده در شب دیده نمی‌شود، خاموش می‌شوند. در یک برنامهٔ تلویزیونی که توسط کی‌اس‌آزد-تی‌وی وابسته به شرکت پخش همگانی فاکس پخش شد، ادعا شده‌است که یک آزمون مشابه نشان داده‌است که این نورها در جلوی رشته‌کوه بوده‌اند و داده‌های موگنیتک ممکن است تغییر داده شده‌باشند. دکتر پل اسکوون، استاد اخترشناسی مدعو در دانشگاه ایالتی آریزونا نیز آزمونی مشابه را با استفاده از تصاویر ثبت‌شده در روز و انطباق آن با ویدئوی گرفته‌شده از نورهای فینیکس انجام داد و یافته‌های او مشابه یافته‌های کوگنیتک بود. رسانهٔ فینیکس نیو تایم متعاقباً گزارش داد که شبکهٔ کی‌اس‌آزد به‌سادگی دو قطعهٔ ویدئویی را در یک دستگاه ویرایش ویدئو روی هم قرار داده، اما از رایانه برای هماهنگ‌کردن بزرگنمایی و مقیاس‌های دو تصویر استفاده نکرده‌است.